# Kleine gerande oeverspin
De kleine gerande oeverspin (Dolomedes fimbriatus) is een spin uit de familie van de kraamwebspinnen (Pisauridae). De wetenschappelijke naam van de soort werd, als Araneus fimbriatus, in 1758 gepubliceerd door Carl Alexander Clerck.

## Beschrijving
De spin heeft vrij dikke poten en een dichte, maar zeer korte, fluweelachtige beharing. Het eerste deel van de naam is te danken aan de gele 'randen': twee duidelijke, donkerbruin omrande gele strepen aan weerszijden van het verder donkerbruine lichaam. Jonge spinnetjes hebben groenachtige poten en een lichtbruin abdomen. De soort kan een lichaamslengte van ruim 2,5 centimeter bereiken. Ter vergelijking: de grote huisspin (Tegenaria parientina) kan 2 centimeter lang worden. Omdat de poten van T. parientina in verhouding langer zijn en de gerande oeverspin wat 'hoger op de poten staat' heeft die soort een ongeveer vergelijkbare spanwijdte van vijf tot zeven centimeter.
De kleine gerande oeverspin lijkt erg veel op de grote gerande oeverspin (Dolomedes plantarius) die ook gele randen heeft. Ze zijn alleen goed te onderscheiden aan hun genitaliën en hun leefgebied. Ondanks de naam zijn beide soorten van gelijke grootte.

## Levenswijze

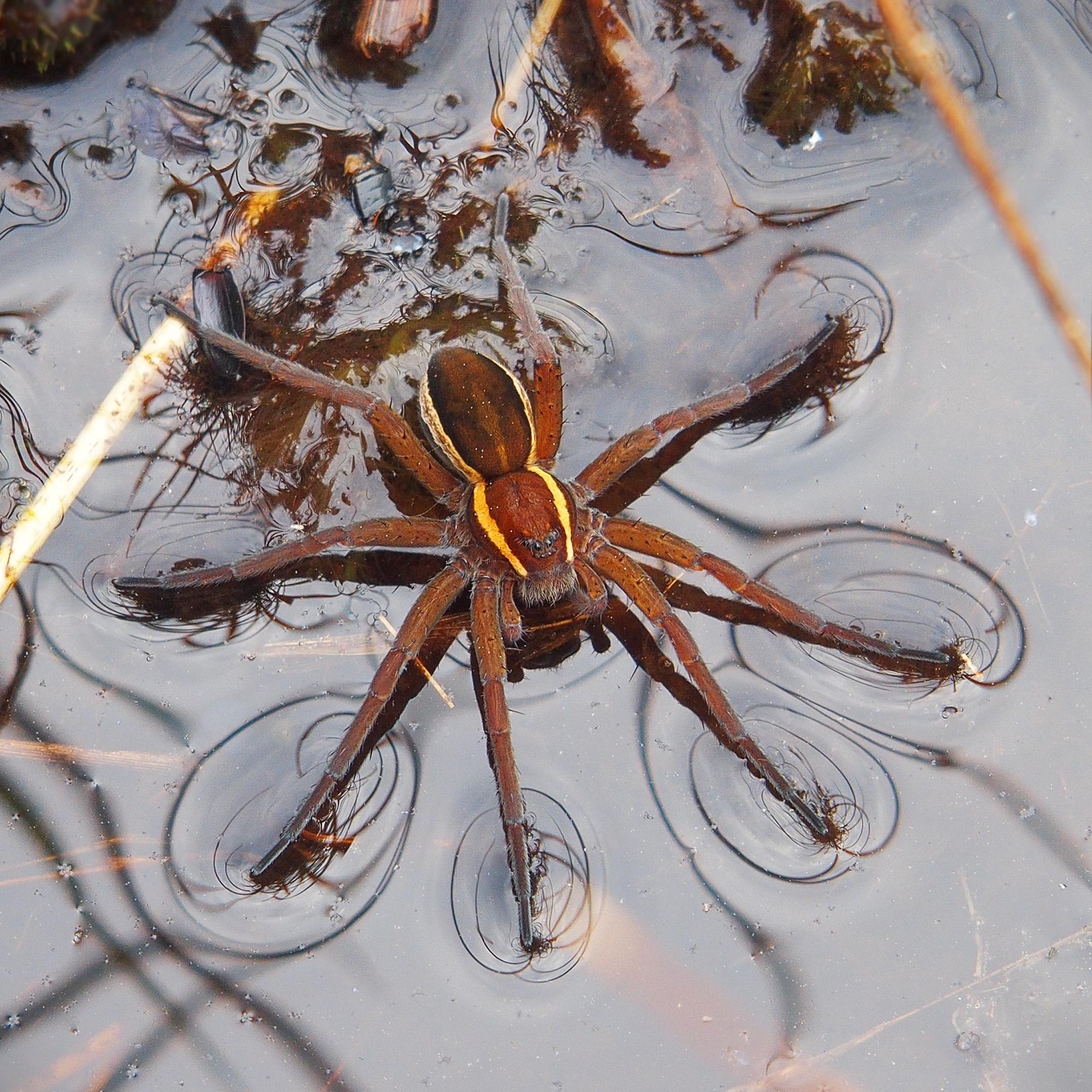
Kleine gerande oeverspin op het water

De kleine gerande oeverspin kan worden aangetroffen langs wateren op zandgrond. De spin wacht daar een groot deel van de dag op onvermoede voorbijgangers zoals kikkervisjes en insecten. Ook zitten ze vaak half op het water, met de poten gespreid, om trillingen op het wateroppervlak te bemerken of om iets te vangen dat bovenkomt om adem te halen. Er wordt geen vangweb gemaakt, maar prooidieren worden gegrepen en ter plekke leeggezogen.
Oeverspinnen kunnen ondanks hun grootte met gemak over het water lopen, en er zelfs in duiken om te schuilen of een prooi te achtervolgen. Lucht wordt vastgehouden door kleine haartjes op het achterlijf, zodat de spin kan ademen onder water. Dit geeft een zilver-achtige glans aan het achterlijf. Volwassen dieren vangen grote prooien als libellen, waterjuffers en zelfs kleine visjes.

## Ontwikkeling
Er kan wel spindraad worden gemaakt, maar voornamelijk voor de eieren, die in een eicocon gesponnen worden. Omdat een vrouwtje tot wel 600 eitjes kan leggen, is deze ronde cocon erg groot en kan niet, zoals bij veel wolfspinnen, op de rug meegedragen worden; het vrouwtje moet de bal wekenlang meezeulen en zich verstoppen, waarmee de familienaam wordt verklaard. Het vrouwtje beschermt de cocon met haar leven en vervoert de eicocon vaak met de palpen.
Als de jongen uitkomen vormen ze een grote bal spinnetjes en blijven zo de eerste dagen zitten tot ze verveld zijn. Bij verstoring lost de bal op en rennen de kleine spinnetjes alle kanten uit. Ze komen echter al snel weer bij elkaar. Na een tijdje verlaten de jonge spinnen het nest en laten zich aan een herfstdraad wegzweven.